# Žemina Corona
La Žemina Corona è una struttura geologica della superficie di Venere.